# Vailets de Gelida
Los Vailets de Gelida son una colla castellera  de Gélida, en el Alto Penedés. La formación estuvo activa desde 1985 hasta 2000, en 2011 se refundó y actualmente está plenamente activa desde la temporada 2013 . Visten camisa de color verde manzana. 

## Historia

### Primera etapa (1985–2000)
La colla de los Vailets de Gelida nace en otoño de 1985 y los primeros ensayos se realizan en noviembre del mismo año. Estos ensayos fueron monitorizados, en un principio, por alguno de los miembros de los Minyons de Terrassa, los cuales iban a Gélida a enseñarles a hacer castells. En la Fiesta Mayor de Gélida, el 23 de agosto de 1986, hicieron los primeros castells: un 4 de 6, un 2 de 5, un 3 de 6 cargado al segundo intento y un pilar de 4. La actuación se realizó junto a las colles de los Minyons de Terrassa, que apadrinó la nueva colla, y los Castellers de Barcelona. A finales de 1986 se propone al Ayuntamiento la cesión del antiguo matadero como local social para los Vailets, quien les cede. Así, durante el invierno de 1986 a 1987 trabajaron en la rehabilitación del local.
Los mejores castells logrados por la colla durante la primera etapa fueron el 5 de 7, el 4 de 7 con la aguja, el 3 de 7 y el 4 de 7. También intentaron el 2 de 7, aunque nunca lo lograron. El 21 de julio de 2000 la colla acordó en asamblea su disolución. 

### Refundación (2011–actualidad)
El 20 de agosto de 2011 en la Fiesta Mayor de Gelida aficionados locales y antiguos componentes de la colla levantaron un 3 de 6 con la colaboración de los Xicots de Vilafranca, algunos miembros habían sido Vailets anteriormente. La iniciativa surgió como respuesta a la decisión del Ayuntamiento de Gélida de no de contratar colles castelleres por fiesta mayor durante los últimos años. La idea inicial fue hacer castells una vez al año, por fiesta mayor, pero el éxito del reencuentro hizo que decidieran hacer una segunda actuación al año, por Santa Lucía, de modo que siguieron con los ensayos. Así, a partir de agosto de ese año la formación comenzó a reorganizarse, se inscribió en el registro de entidad del ayuntamiento y de la Generalidad de Cataluña. Los miembros de la entidad decidieron mantener el nombre del grupo y el color de su camisa. El 18 de agosto de 2012 descargaron un pilar de 4 y un pilar de 4 levantado por debajo en la fiesta mayor local y el 15 de junio de 2013, en su primera actuación convencional, que tuvo lugar en San Pedro de Ribas, descargaron el 3 de 6 después de haber hecho un intento desmontado, y un pilar de 4. Por la Fiesta Mayor de Gélida de 2019 intentaron de nuevo el 3 de 7, que no llegaron a cargar.
Los Vailets de Gelida se organizan en dos grupos de trabajo diferenciados: la junta directiva y la comisión técnica. Los diferentes caps de colla y presidentes que ha habido, durante la primera etapa y la posterior refundación, han sido los siguientes:

### Caps de colla
1. Andreu Pérez (1987)[3]
2. Ramon Coma[2]
3. Miquel Mata[2]
4. Jaume Rauet (2011 – 2013)[1]
5. Joan Navarro y Montse Herrero (2013)
6. Montse Herrero y Pau Vallhonrat (2013 - 2015)
7. Montse Herrero (2015 - 2016)
8. Juanjo Tavira (2017-2018)
9. Joan Reñé (2019 - )

### Presidentes
1. Vicente Lerena[2]
2. Martí Coma Rovira (1987)[3]
3. Mònica Cornudella (2011 - 2012)[1]
4. Itziar García (2012 – 2017)
5. Nuria Herrero (2018- actualidad)

## Apadrinamientos
Los Vailets de Gelida tienen tres colles madrinas y una colla apadrinada.

### Padrinos
- Castellers de Barcelona
- Minyons de Terrassa
- Xicots de Vilafranca y Castellers de Sant Feliu de Llobregat (desde 2013, después de la refundación)

### Colles apadrinadas
- Castellers de Lleida